# 佐々木徹 (英文学者)
佐々木 徹（ささき とおる、1956年5月22日 - ）は、日本の英文学者、京都大学名誉教授。19世紀英国小説が専門。

## 来歴
大阪府出身。大阪府立豊中高等学校卒。1979年京都大学文学部英文科卒。1982年ニューヨーク大学大学院修士課程修了。1984年大阪府立大学助手。1987年10月奈良女子大学専任講師、1992年助教授。1996年京都大学文学研究科助教授。2006年教授。2012年日本英文学会会長。2021年3月京都大学を定年退職、名誉教授。

## 共編著ほか
- 『ディケンズ鑑賞大事典』南雲堂、2007

（西條隆雄、植木研介、原英一、松岡光治共編著）

## 責任編集
「20世紀イギリス小説 個性派セレクション」全5巻（横山茂雄と共同、新人物往来社）
- 『ヴィクトリア朝の寝椅子』（マーガニータ・ラスキ、横山茂雄訳） 2010.3
- 『フォーチュン氏の楽園』（シルヴィア・タウンゼンド・ウォーナー、中和彩子訳） 2010.7
- 『ズリイカ・ドブソン』（マックス・ビアボーム、佐々木徹訳） 2010.10
- 『孤独の部屋』（パトリック ハミルトン、北川依子訳） 2011.4
- 『卑しい肉体』（イーヴリン・ウォー、大久保譲訳） 2012.9

## 翻訳
- 『ウィルキー・コリンズ傑作選 第11巻 法と淑女』（臨川書店） 2000 - 全12巻を監修
- 『ウィルキー・コリンズ傑作選 第7巻 アーマデイル 中』（横山茂雄共訳、臨川書店） 2001
- 『エドマンド・ウィルソン批評集 1・2』（中村紘一、若島正と共編訳、みすず書房） 2005
- マイケル・スレイター『ディケンズの遺産 人間と作品の全体像』（原書房） 2005
- マックス・ビアボーム『ズリイカ・ドブソン』（新人物往来社、20世紀イギリス小説個性派セレクション） 2010
- ディケンズ『大いなる遺産』上・下（河出文庫） 2011
- ディケンズ『荒涼館』全4巻（岩波文庫） 2017
- 『英国古典推理小説集』（編訳・8編、岩波文庫）2023

## 参考
- 佐々木徹 - researchmap
- 佐々木徹 - J-GLOBAL
- 佐々木徹 - KAKEN 科学研究費助成事業データベース